# Зоркальцево
Зорка́льцево (рос. Зоркальцево) — село у складі Томського району Томської області, Росія. Адміністративний центр Зоркальцевського сільського поселення.

## Населення
Населення — 1245 осіб (2010; 1170 у 2002).
Національний склад (станом на 2002 рік):
- росіяни — 94 %